# Charles Bliss

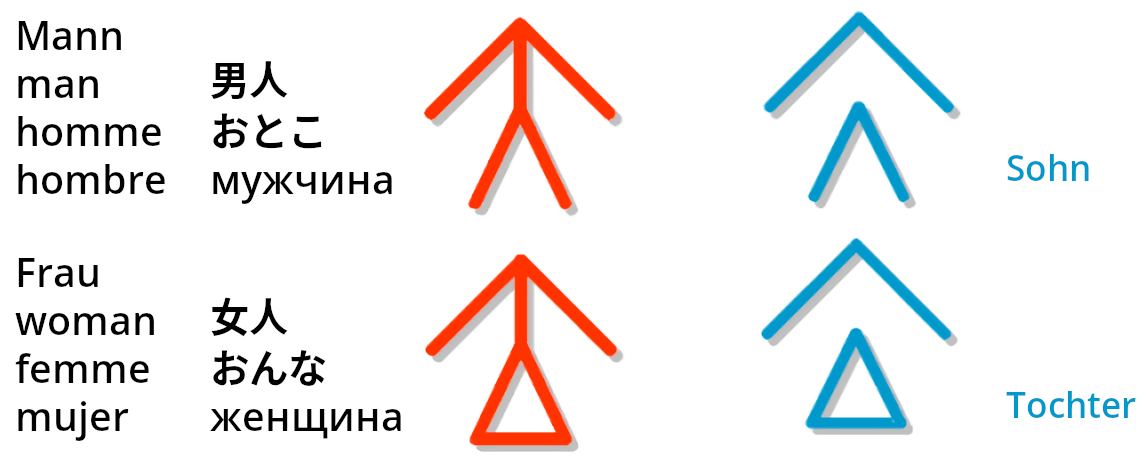
Blisstecken för man och kvinna (röd), son och dotter (blå)

Charles K. Bliss, född Karl Kasiel Blitz 1897  i Österrike-Ungern nära Ryssland, död 1985, var kemiingenjör och semiotiker, men är mest känd för att ha skapat Blissystemet. Han flyttade till Australien och fick australiskt medborgarskap.

## Biografi

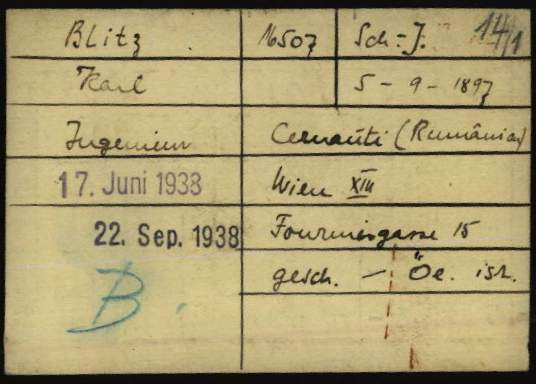
Registreringskort av Charles K. Bliss som fånge i det nazistiska koncentrationslägret i Dachau

Charles K. Bliss var den äldste av fyra barn till Michel Anchel och Jeanette Blitz. Jeanette och Michel hade svårt att uppfostra sina fyra barn och Charles har bekräftat att det var hans mor som fick honom att tycka om litteratur och poesi och hans far som fick honom intresserad av naturens lagar och vetenskap. När Charles var liten kunde han ibland vara tillsammans med sin far i verkstaden där han såg kopplingsscheman med symboler som han omedelbart förstod intuitivt. På samma sätt var han intresserad av kemiska symboler som han menade kunde förstås av alla oavsett modersmål.
Genom sina erfarenheter under andra världskriget och som koncentrationslägerfånge i Dachau och Buchenwald blev Bliss övertygad om behovet av ett världsspråk för att förhindra framtida krig.
Charles Bliss fattade intresse för de kinesiska skrifttecknen som han trodde var ideogram och lärde sig tyda dem. Inspirerat av detta började han att utveckla ett bildspråk som han först kallade "World writing" (världsskrift) men senare Semantography. Han publicerade verket International Semantography: A non-alphabetical Symbol Writing readable in all languages i tre volymer år 1949, men mottagandet var svalt. 
År 1971 fick Charles Bliss reda på att man i Kanada hade använt hans symboler sedan år 1965 för att kommunicera med CP-skadade barn. De var inte den avsedda målgruppen för Bliss, men han licensierade ändå sina symboler till Blissymbolics Communication Foundation i Kanada och idag används Blisstecken över hela världen.
Charles Bliss porträtterades i den australiensk-kanadensiska filmen Mr Symbol Man från 1974.